# Xosé Filgueira Valverde

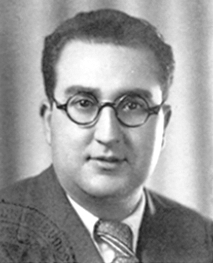

Xosé Fernando Filgueira Valverde (auch: José Filgueira Valverde; * 28. Oktober 1906 in Pontevedra; † 13. September 1996 ebenda) war ein spanischer Schriftsteller, Intellektueller, Forscher und Kritiker, der Werke in Gallego und Kastilisch veröffentlicht hat. Er ist in galicischen Intellektuellenkreisen unter dem Spitznamen „O vello profesor“ („El viejo profesor“ – „der alte Professor“) bekannt.
Er war Mitbegründer des Seminario de Estudos Galegos, leitete das Instituto Padre Sarmiento de Estudios Gallegos und das Museo de Pontevedra, war Präsident des Consejo de la Cultura Gallega und Mitglied der Real Academia Gallega (Königliche Galicische Akademie). Als Persönlichkeit von profundem Wissen und Kultur und einem umfangreichen Werk trug er in seiner Zeit entscheidend zur Entstehung und Entwicklung der genannten Institutionen bei. Die Real Academia Gallega widmete dementsprechend den Día de las Letras Gallegas 2015 dem Teil seines Werkes, der die Entwicklung der galicischen Sprache und Kultur förderte. Er war umstritten, aber zu gleicher Zeit eine entscheidende Persönlichkeit in der Entwicklung der galicischen Literatur und Kultur während eines großen Teiles des 20. Jahrhunderts.

## Leben
Er wurde in seinem Elternhaus an der plaza del Peirao in Pontevedra geboren. Seine Eltern waren José María Filgueira Martínez (1871–1938), ein Arzt, und Araceli Valverde Yaquero (1870–1946).

### Akademische Karriere
1922 begann er sein Studium der Philosophie und Literatur an der Universidad de Santiago de Compostela und machte 1927 seinen Abschluss in der historischen Fakultät der Universidad de Zaragoza. Ein Jahr später beendete er an der Universität Santiago de Compostela mit Auszeichnung sein Studium der Rechte. Seine Doktorarbeit über das Lied Cantiga CIII von Alfonso X el Sabio schloss er an der Universidad Central de Madrid ab. Im selben Jahr begann er seine Karriere als Dozent am Institut für Literatur im Institut von Pontevedra. 1935 erhielt er trotz Widerstand den Lehrstuhl für spanische Sprache und Literatur am Institut Jaime Balmes in Barcelona, von wo er weiterging nach Melilla und Lugo, wo er bis 1939 blieb. In diesem Jahr siedelte er über an das Instituto de Pontevedra, ein Zentrum, zu dessen Direktor er berufen wurde. Er übte die Funktion ab 1944 aus und wurde letztmals 1946 eingesetzt. In diesem Amt blieb er bis zu seinem Jubiläum 1976.

### Kulturelle und politische Aktivität
Seit seiner Jugend war Filgueira an kulturellen Projekten beteiligt. Am 12. Oktober 1923, im Alter von 17 Jahren, gründete er zusammen mit Lois Tobío und Fermín Bouza Brey das Seminario de Estudos Galegos, wo er die Abteilung für Geschichte der Literatur leitete und später zum Ehren-Direktor ernannt wurde. In den Jahren danach leitete er das Instituto de Estudios Gallegos Padre Sarmiento. 1927 schuf er das Museo de Pontevedra, an dem er bis zu seinem Lebensende tätig war. Er war ein Verfechter des galleguismo und Mitglied der Partido Galeguista. Dennoch führte er eine militante Gruppe der Partido Galeguista an, die gegen die Politik der Verbündung mit den Linken protestierten und die Dereita Galeguista gründete. Während des Spanischen Bürgerkrieges arbeitete Filgueira für das franquinistische Regime, wodurch er Bürgermeister von Pontevedra wurde. Ab 1942 bis 1986 war er Direktor des Museo de Pontevedra. 1942 wurde er zum Mitglied der Real Academia Galega und 1972 Sprecher des Instituto da Lingua Galega der Universität Santiago de Chile.
Bei den ersten Wahlen zum Parlamento Gallego (1981) wurde er zum Kultusminister (1982–1983) der Xunta de Galicia. In diesem Amt verteidigte er im Cortes españolas den Bilingualismus im Bildungswesen. Er wurde 1990 zum Präsidenten des Consejo de la Cultura Gallega (Galicischen Kultusministeriums). Diesen Posten behielt er bis zu seinem Tod. Zur umfangreichen Zahl seiner Ehrenämter gehörten Auszeichnungen als korrespondierendes Mitglied  der Real Academia de la Historia (1932), Real Academia Española (1953) und der Bellas Artes de San Fernando, A Coruña, Córdoba, Sevilla und Málaga. Preise, die er für seine Arbeiten erhalten hat, sind unter anderem der Premio da Crítica das Letras e das Artes, die Goldmedaille der Provinz Pontevedra, er wurde zum Ehrenbürger von Pontevedra ernannt und an mehreren Universitäten Spaniens Doktor honoris causa.

## Werke
Sein Werk umfasst Arbeiten über die mittelalterliche galicisch-portugiesische Literatur, galicische Volkslieder, Gesetze, Geschichte und zwei Bände mit kurzen Essays Adral (1970) und Segundo Adral (1981), in denen er verschiedene Aspekte der galicischen Kultur behandelte.
Sein literarisches Schaffen begann mit Os nenos (1925), einer Serie kurzer Texte, in denen einer der Protagonisten jeweils ein Ereignis aus seiner Jugend erzählte. Es sind fröhliche oder auch traurige Vignetten, die mit großer Sensibilität gezeichnet werden. Der Tod spielt in diesen Geschichten oft eine große Rolle. Zusammen mit den beiden Adral-Bänden bilden sie sein Hauptwerk auf Galicisch. Eine weitere Erzählung ist O vigairo (1927), in der Filgueira eine berühmte Geschichte des alten Pontevedra verarbeitet. 1936 verfasste er auch ein Theaterstück für Kinder mit dem Namen Agromar. Seine Gedichte lassen sich dem Neotrovadorismo, einem galicischen Stil des 20. Jahrhunderts, zuordnen. Vor allem die Seis canciones del mar in modo antico (Sechs Lieder des Meeres in altem Stil, 1941) gehören in dieses Genre.
Sein weiteres Schaffen mit über dreihundert Werken hat eine eher wissenschaftliche Ausrichtung. Darüber hinaus hat er mehr als 1000 Artikel in Zeitschriften verfasst und an mehr als 1600 Konferenzen teilgenommen.

### Essays
- O baldaquino en Galicia denantes do arte barroco, con Xosé Ramón Fernández-Oxea (1930).
- Lago González. Arcebispo galego (1934), 40 p, Pontevedra.
- Da épica na Galicia medieval, discurso de ingreso en la RAG en 1941.
- A poesía medieval galego-portuguesa fóra dos seus lindeiros (1980).
- Historias de Compostela (1982), Galaxia, ISBN 84-7507-059-0.
- O arquivo do Museo de Pontevedra e unha guía sucinta (1988), ISSN 0210-7791.
- Santiago de Compostela, mit Fotos von Manuel G. Vicente, ed. trilingüe (1989), Ir Indo, ISBN 84-7680-025-8.
- Estudios sobre lírica medieval: traballos dispersos (1925–1987), 1992, Galaxia, ISBN 84-7154-789-9.
- Arredor do libro: artigos de bibliografía (1996), Santiago, Xunta, ISBN 84-453-1847-0.

### Wörterbücher
- Vocabulario popular galego-castelán, mit Lois Tobío, Xulián Magariños & Cordal Carús (1926), Vigo.

### Erzählungen
- Os nenos, illustriert von L. Pintos, Einband von Alfonso Daniel Rodríguez Castelao (1925), Lar.[9]
- O vigairo: ensaio simbólico, orixinal e inédito, mit einem Deckblatt von Camilo Díaz (1927), 22 p., Lar.[9]
- Quintana viva, ilustrado por Castelao (1971), Editorial Galaxia, ISBN 84-7154-004-5.[10]

#### Jugendliteratur
- Agromar. Farsa pra rapaces (1936), firmado bajo el seudónimo J. Acuña.

#### Dichtung
- 6 canciones de mar „in modo antico“ (1941), Albor, n.º 7, Pamplona.[11]

#### Herausgabe
- Cancioneiriño novo de Compostela (1969), Pombal, Edicións Castelos, Vigo.
- Afonso X e Galicia e unha escolma de cántigas (1980), Real Academia Galega.
- Armando Cotarelo Valledor (1879–1950), 1984, Real Academia Galega.
- Enrique Campo (1989), Deputación de Pontevedra.
- Álvaro Cunqueiro (1991), Publicacións da Real Academia Galega, A Coruña, 71 p.[12]
- Antoloxía do conto galego de medo (1996), Galaxia, ISBN 84-8288-035-7.

### Werke auf Kastilisch

#### Ensayo
- Guía de Pontevedra (1931), edición de Álvarez Gallego.
- La Cantiga CIII: noción del tiempo y gozo eterno en la narrativa medieval (1936), Doktorarbeit.
- Formas paródicas en la lírica medieval gallega (1947), AAEPC, Madrid.
- El libro de Santiago, con dibujos de J. Sesto (1948) Editorial Nacional.
- Cervantes en nuestro camino (1949), Revista de la Obra de Protección de Menores, 29 p.
- Santiago de Compostela. Guía de sus monumentos e itinerarios (1950).
- La artesanía en Galicia (1953), Ediciones Galicia, Centro Gallego de Buenos Aires.[13]
- Tierras Hispánicas. Compostela, la ciudad del Apostol (1954)
- Camoens, conmemoración del centenario de „Os Lusiadas“ (1958).
- Pontevedra y el mar, textos para la antología de una tradición (1963).
- Pontevedra, la tierra y sus gentes (Vorwort), mit Gerardo González Martín, 1967.
- El viaje a Galicia de Daniel Urrabieta Vierge (1880), 1969, Colección „Obradoiro“ XI, Bibliófilos Gallegos.
- Guía breve del Museo de Pontevedra (1970), Fundación Pedro Barrié de la Maza, Conde de Fenosa.
- Los canteros gallegos (1976), Asociación de Amigos de los Pazos, ISBN 84-400-1573-9.
- Sobre lírica medieval gallega y sus perduraciones (1977), Bello, Valencia.
- Manuel Ventura Figueroa, Arzobispo de Laodicea, Patriarca de las Indias, Gobernador del Consejo de Castilla (1978), 32 p.
- Sargadelos (1978), Cuadernos del Seminario de Estudios Cerámicos de Sargadelos, Ediciones del Castro, ISBN 84-85134-80-X.
- El almirante pontevedrés Pedro Sarmiento de Gamboa: descubridor, cronista, poeta (1980), 49 p.
- Ideas y sistema de la historia en Fray Martín Sarmiento (1981) contestado por Antonio Blanco Freijeiro.
- Tiempo y gozo eterno en la narrativa medieval (1982), Edicións Xerais de Galicia, ISBN 84-7507-057-4.
- Baldaquinos Gallegos, con Xosé Ramón Fernández-Oxea (1987), Fundación Barrié, ISBN 84-85728-57-2.
- La escultura gallega, el centenario de Francisco Asorey (1991), ISBN 84-88051-09-3.
- La Basílica de Santa María de Pontevedra (1992), Fundación Pedro Barrié de la Maza, ISBN 84-87819-14-1.
- Camoens (1993), Xunta de Galicia, Santiago de Compostela, ISBN 84-453-0641-3.
- Compostela, camino y estela (1993), Alsa, Oviedo, ISBN 84-604-6362-1.
- Fray Martín Sarmiento (1695–1772), 1994, Fundación Pedro Barrié de la Maza, ISBN 84-87819-65-6.

#### Ausgaben
- Cancionero Musical de Galicia, recogido por Casto Sampedro y Folgar, 2 bd. (1942).

## Bibliografie
- Francisco Fernández del Riego: Historia da Literatura Galega. 1971 (1951) Galaxia, Vigo.
- Fernández del Riego, Francisco. „Filgueira Valverde na nosa memoria“ en Homenaxe a Xosé Filgueira Valverde. El Museo de Pontevedra, n.º LI, 1997.
- Fortes Alén, M.ª Jesús, Ó Dr. Filgueira Valverde nos seus noventa anos (1906–1996). Bibliografía. Traballos. Eloxios, Caixa de Pontevedra.
- Fuentes Alende, José. Filgueira Valverde. Publicaciones. Conferencias. Curriculum. Homenaje de sus discípulos. Pontevedra, 1976.
- García Alén, Alfredo et al. „Filgueira Valverde, Xosé Fernando“ en Gran Enciclopedia Galega Silverio Cañada.
- Pardo de Guevara y Valdés, Eduardo. „José Filgueira Valverde 1906–1996“ Revista de la Sociedad Española de Estudios Medievales 6, 1996, Universidad de Murcia.
- Pita Andrade, José Manuel, „Necrología del Excmo. Sr. D. José Filgueira Valverde“ en Boletín de la Real Academia de la Historia t. CXCIII, c. III p. 373, Madrid, 1996.
- AAVV. „Filgueira Valverde, Xosé Fernando (1906–1996)“ en Enciclopedia Universal Micronet 2006 en DVD. Micronet, San Sebastián de los Reyes.
- AAVV en Xosé Filgueira Valverde. 1906–1996. Un século de Galicia, Museo de Pontevedra, 2007, ISBN 978-84-95632-34-0